# Wikizvor
Wikizvor je Wikipedijin sestrinski projekt koji djeluje s ciljem stvaranja zbirke besplatnih originalnih tekstova, ali i prijevoda tih tekstova na različite jezike. Wikizvor prikuplja i u digitalnom formatu pohranjuje prethodno objavljene tekstove, između ostalog romane, nefikcijska djela, pisma, govore, zakone i povijesne dokumente. Svi prikupljeni tekstovi ili su slobodni za objavljivanje ili su objavljeni pod GNU-FDL dozvolom.
Projekt ne služi kao mjesto prikupljanja dokumenata koje su napravili suradnici koji na njemu pridonose.

## Vanjske poveznice
- Wikizvor na hrvatskom jeziku